# Fab Melo
Fabricio Paulino de Melo, detto Fab (Juiz de Fora, 20 giugno 1990 – Juiz de Fora, 11 febbraio 2017), è stato un cestista brasiliano, professionista nella NBA e in D-League.
È stato ritrovato morto nel suo appartamento nel febbraio 2017 all'età di 26 anni a causa di un infarto.

## Carriera
È stato selezionato dai Boston Celtics al primo giro del Draft NBA 2012 (22ª scelta assoluta).
Nella stagione 2014-15 ha giocato per il Club Athletico Paulistano.

## Palmarès
- McDonald's All American (2010)
- All-NBDL All-Defensive First Team (2013)
- All-NBDL All-Rookie First Team (2013)